# Evagrij Pontski
Evagrij Pontski (gr. Ευαγριος Ποντικος; lat. Evagrius Ponticus), krščanski menih, diakon, cerkveni oče in asket, * 345, Ibora v Pontu, † 399, Egipt. 
Bil je ena izmed vzhajajočih zvezd Cerkve v poznem 4. stoletju, poznan kot dober mislec, izurjen govornik in nadarjen pisec, zaupni prijatelj mnogih vplivnih vodilnih cerkvenih očetov, med njimi Bazilija Velikega, Gregorija Nazianškega, Gregorija iz Nise, Teofila Aleksandrijskega, Makarija Egipčanskega.

## Življenje
Evagrij Pontski se je rodil v krščanski družini v majhnem mestu Ibora v rimski provinci Pont, blizu Črnega morja. Spoznali smo ga preko njegovega učenca Paladija, ki mu je posvetil posebno poglavje v svoji Historia Lausiaca. Bil je učenec in prijatelj mnogih velikanov krščanske antike. Poznal je Bazilija, ki ga je postavil za lektorja, in Gregorija Nazianškega, ki ga je postavil za diakona. Sprva je živel v Jeruzalemu v samostanu, nato v Egiptu. Bil je učenec dveh legendarnih starcev Makarija Egipčanskega in Makarija Aleksandrijskega. Spoprijateljil se je z menihom Amonijem (iz bratovščine t. i. »dolgih bratov«).
Evagrij je bil osrednja osebnost skupine origenističnih menihov, ki je bila navzkriž z antropomorfistično strujo egipčanskih asketov. Aleksandrijski patriarh Teofil je imel sprva Evagrijevo tovarišijo v čislih v boju proti antropomorfizmu. Teofil je hotel posvetiti Evagrija v škofa, a se je ta temu iz ponižnosti odrekel. Umrl je v času velikega preganjanja origenistov.

## Delo
- Trilogija:
  - Praktik (Praktikos)
  - Gnostik (Gnostikos)
  - Gnostična poglavja (Kephalaia gnostika)

- Dve deli, ki govorita o osnovnih problemih meništva: 
  - O vzrokih meniških nadlog/Osnutek (Hypotyposis)
  - Razprava za meniha Evlogija (Pros Eulogion)

- Zbirki metričnih izrekov: 
  - Menihom
  - Devicam

- Trije spisi, ki se ukvarjajo z nadvse pomembnim problemom duhovnega življenja, z analizo osnovnih mehanizmov nastanka zlih misli, njihovo klasifikacijo in načini boja zoper nje:
  - O osmih hudobnih duhovih (Peri ton okto pneumation tes ponerias)
  - Ugovarjalec (Antirrhetikos)
  - O različnih hudobnih mislih (Peri diaphoron poneron logismon)
- Razlage svetopisemskih knjig
- Korpus 64 pisem (pismo Melaniji, O veri)
- 2 spodbudi (Protreptikos in Parainetikos)
- 6 serij sentenc
- Schemmata (premišljevanja, motrenja)
- Spis – Grehi nasprotni krepostim
- Poglavja o molitvi

## Teologija
Osredotočen je na praktične vidike duhovnega življenja. Zanima ga duhovna psihologija. Po njegovem je svet razdeljen na kraljestvo angelov, demonov in človeških duš (človeške duše so na sredini), nad vsem tem je Bog (Monada). Bog je umu nedoumljiv, brez lika, oblikovanosti, je dober, je bitnost/bistvena duhovna luč, spoznanje. Evagrijevi spisi so vodilo in opozorilo na poti do Boga, v praktičnem oziru odgovarja njegov nauk, kako osvoboditi jaz od osnovnih hudobnih misli. Duša se mora dvigati prek praktike (etično – asketsko spoznanje) in physike (mistično spoznanje) do theologike (Bogospoznanje).

## V zgodovini
Kot pristaš Origena je bil poleg njega in nekaterih drugih tudi on postumno obtožen krivoverstva na 2. carigrajskem koncilu leta 553 po Kr.
Nekatera dela Evagrija Pontskega so se ohranila pod imenom sv. Nila (pa tudi Bazilija Velikega, Gregorija Naziaškega), kajti veliko del je bilo uničenih, ko je bil spoznan za krivoverca; zato so prepisovalci avtorstvo raje pripisali kakšni nesporni osebnosti in s tem sploh omogočili ohranitev dela.
Njegov najpomembnejši učenec je bil Sveti Janez Kasijan (ok. 360 – 430/35).

## Slovenski prevodi
- Gnostik (prev. G. Kocijančič), v: Nova revija 115 (nov., 1991) str. 1394-1403.
- Praktik (prev. G. Kocijančič), v: Nova revija 129/130 (januar/februar 1993), str.147-164.
- O molitvi, v: Grški očetje o molitvi (prev. G. Kocijančič), Mohorjeva družba, Celje 1993, str. 207-223.
- Gnostik, v: G. Kocijančič, Posredovanja: uvod v krščansko filozofijo, Mohorjeva družba, Celje 1996, str. 60-71.
- O žalosti (prev. G. Kocijančič), v: Tretji dan 26, št. 8/9 (1997), str. 5.